# Григоренко, Екатерина Васильевна
Екатерина Васильевна Григоренко (укр. Катерина Василівна Григоренко; род. 30 октября 1985, Остров, Киевская область) — украинская лыжница, участница трёх Олимпийских игр, призёрка Универсиады. Специализируется на длинных дистанциях.

## Карьера
В Кубке мира Григоренко дебютировала в январе 2006 года, тогда же в первый и  последний раз попала в десятку лучших на этапе Кубка мира, в эстафете. Кроме этого на сегодняшний момент имеет 2 попадания в тридцатку лучших на этапах Кубка мира, по одному в личных и командных гонках. Сезон 2010-11 стал первым в котором Григоренко удалось набрать очки в зачёт Кубка мира, на 12 марта 2011 года она занимала 95-е место в общем зачёте Кубка мира.
На Олимпиаде-2006 в Турине, показала следующие результаты: дуатлон 15 км — 40-е место, 10 км классикой — 44-е место, эстафета — 8-е место, масс-старт 30 км — 42-е место.
На Олимпиаде-2010 в Ванкувере, стартовала в четырёх гонках: 10 км коньком — 45-е место, командный спринт — 14-е место, масс-старт 30 км — 26-е место, эстафета — 13-е место.
На Олимпиаде-2014 в Сочи, стартовала также в четырёх гонках: скиатлон 15 км — 49-е место, гонка 10 км классическим стилем — 49-е место, эстафета 4×5 км — 12-е место, масс-старт 30 км — 38-е место.
За свою карьеру принимала участие в четырёх чемпионатах мира, лучший результат — 11-е место в эстафете 4×5 км на чемпионате-2015 в шведском Фалуне, в личных гонках не поднималась выше 33-го места.
Использовала лыжи производства фирмы Fischer.